# Prisopus occipitalis
Prisopus occipitalis är en insektsart som beskrevs av Carl August Dohrn 1910. Prisopus occipitalis ingår i släktet Prisopus och familjen Prisopodidae. Inga underarter finns listade i Catalogue of Life.